# Free Jazz: A Collective Improvisation
Free Jazz: A Collective Improvisation ist ein Jazz-Album von Ornette Coleman, nach dem letztlich ein ganzes Genre des Jazz, der Free Jazz, benannt wurde. Das Album wurde am 21. Dezember 1960 von Tom Dowd in New York City aufgenommen und im September 1961 von Atlantic Records veröffentlicht.
Das Album markierte einen Wendepunkt in der Jazzgeschichte und beeinflusste zahlreiche Musiker und Bands in den folgenden Jahrzehnten. Es öffnete die Tür zu neuen kreativen Möglichkeiten und erweiterte das Verständnis von Jazz als Musikform.

## Konzept der Platte
Auf dem Album spielt ein Doppel-Quartett die Musik Colemans: Jedes der beiden Quartette mit Holzbläser, Trompete, Bass und Schlagzeug wurde dabei einem der Stereokanäle zugeordnet. Die Komposition war eine sechsteilige Suite mit Kollektivimprovisationen, durch thematische Einschübe in Form kurzer, teilweise fanfarenartiger Unisono-Themen oder von Bläserclustern gegliedert und über weite Strecken auf einem Shuffle-Rhythmus beruhend, den die verdoppelte Rhythmusgruppe spielte. Funktionsharmonische Bindungen sind aufgehoben. Das Prinzip der weitgehend freien Improvisation gab den Musikern große Freiräume zur eigenständigen Umsetzung ihrer Ideen und Empfindungen. Phasen, in denen alle Musiker gemeinsam spielten, wechselten mit Solo-Sequenzen ab, in denen der entsprechende Musiker auf vorangegangene Motive einging oder selbst ein neues Thema einbringen konnte, während die anderen Musiker sich am Motiv des Solos orientierten und dieses kommentierten oder pausierten: „Die wichtigste Sache war für uns, zusammen zu spielen, alle zur gleichen Zeit, ohne uns gegenseitig in den Weg zu kommen, und außerdem nach Belieben genügend Raum für jeden Spieler zu haben – und dieser Idee für die Dauer des Albums zu folgen. Wenn der Solist etwas spielte, das mich zu einer musikalischen Idee oder Ausrichtung anregte, spielte ich das in meinem Stil dahinter. Er führte selbstverständlich sein Solo in seinem Stil fort.“ Als Solisten kamen zuerst die Bläser an die Reihe, dann (im Duo) die beiden Bassisten und dann die beiden Schlagzeuger. Die Komposition ging – was zuvor niemand gewagt hatte – über beide Seiten der LP.
Das Album wurde am 21. Dezember 1960 zusammenhängend aufgenommen. Direkt zuvor hatte die Gruppe einen ersten Take aufgenommen, der jedoch nicht auf der Platte veröffentlicht wurde.
Obwohl Coleman und Tonmeister Dowd innovativen Gebrauch von der Stereophonie machten, erschien Free Jazz sowohl als Stereo- als auch als Mono-Version. Auf dem Albumcover ist Coleman nicht als Interpret angegeben, sondern wird als Namensgeber des „Ornette Coleman Double Quartet“ angeführt.

## Stücke
Seite 1:
1. Free Jazz (Part 1) – 19:55
Seite 2:
2. Free Jazz (Part 2) – 16:28
CD-Bonustrack:
1. First Take – 17:02

Auf der CD-Veröffentlichung ist Free Jazz in seiner ursprünglichen Form als durchgehende Improvisation (37:03) enthalten.

## Analyse
Peter Niklas Wilson betont in seiner Analyse des Stückes, dass einige der später im freien Jazz überwundenen Hierarchien noch vorhanden sind: Einerseits gibt es noch eine klassische Rhythmussektion mit einer „Grundierungsfunktion von Bass und Schlagzeug“. Auch wird in der Gestaltung des Stückes der Bandleader privilegiert: „Dem leader Ornette Coleman wird ein fast zehnminütiges Solo zugestanden, den anderen drei Bläsern und den beiden Bassisten je vier bis fünf Minuten, während die Schlagzeuger sich mit je gerade einer Minute begnügen müssen.“
Aufgrund der traditionellen Rollenzuweisung der Instrumente können die Bassisten und die Schlagzeuger jenseits ihrer Soli „kaum je das einmal etablierte Tempo in Frage stellen, da sie zudem pausenlos spielen, ergibt sich a priori ein gewisser Pegel von Dichte und Attraktivität, der im Lauf des Stücks nur wenig variiert wird.“ Damit fehlt dem Stück trotz einer „Fülle spannender Details“ aber eine „Dramaturgie von Spannung und Entspannung.“ Letztlich ist es „eher ein großer Klangzustand als ein ausführlicher Klangprozess“, aber „dennoch ein faszinierendes Stück.“

## Wirkung
Mit dem Album, dessen Cover die Reproduktion eines Gemäldes von Jackson Pollock (The White Light, 1954) zierte, betrat Coleman Neuland. Entsprechend folgten auf die Veröffentlichung (Atlantic LP 1364) im September 1961 „heftige Kontroversen und Missverständnisse“. Beispielsweise schrieb John Tynan für den Down Beat einen Totalverriss:
„Kollektivimprovisation? Unfug. Die einzige Kollektivität besteht darin, dass diese acht Nihilisten zur gleichen Zeit im gleichen Studio mit dem gleichen Ziel angetreten sind: die Musik zu zerstören, der sie ihre Existenz verdanken.“
Auch ein Teil der Befürworter hatte Probleme, den Aufbruch in eine neue Musizierhaltung zu verstehen: „Die durchgeplante Scheibe wirkte so verwirrend, daß sie zur Ausrede für ungeplantes Losmusizieren herhalten mußte. Eines der größten Jazz-Mißverständnisse.“ Möglicherweise entfaltete das Album jazzhistorisch auch eine Wirkung als Blaupause, nach der später weitere Platten des Free Jazz mit Gruppen mittlerer Größe eingespielt wurden wie etwa John Coltranes Ascension und Peter Brötzmanns Machine Gun.
Aus der historischen Distanz erscheint heute die Platte, die der All Music Guide mit 5 Sternen bewertete, als Klassiker der Moderne: „Nicht der Aufbruch ins Chaos war hier geplant, sondern ein (einmaliger) Versuch, die Polyphonie in Freiheit zu entlassen,“ urteilte 2006 Konrad Heidkamp. Letztlich wirkte die Platte als ein „Manifest der Traditionsaufweichung, das nicht Zerstörung, sondern Erweiterung der Klangsprache im Sinn hatte.“
Die Musikzeitschrift Jazzwise wählte das Album auf Platz 19 in der Liste The 100 Jazz Albums That Shook the World; Keith Shadwick schrieb:
„This one turned everyone around. Ornette set the musicians up in two parallel quartets, arranged some loose themes and collective playing to book end the entire performance as well as section off each solo, then let the musicians loose for a collective bout of improvisation that lasts well over half an hour reinventing the possibilities of jazz as it does so. The overall marvel of this record is that, while it proved to be so pregnant with ideas for those who followed in the next decades, the music grips the listener as excitingly as ever today“.
Das Magazin Rolling Stone wählte das Album 2013 in seiner Liste Die 100 besten Jazz-Alben auf Platz 30.
Pitchfork Media führt Free Jazz auf Platz 106 der 200 besten Alben der 1960er Jahre.